# Acianthera bohnkiana
Acianthera bohnkiana é uma espécies de orquídea.